# 维施哈芬
维施哈芬是德国下萨克森州的一个市镇。总面积33.69平方公里，总人口3008人，其中男性1533人，女性1475人（2011年12月31日），人口密度89人/平方公里。